# Rio São José do Guapiara
O rio São José de Guapiara é um rio brasileiro do estado de São Paulo, pertencente à bacia do rio Paranapanema, em sua porção mais a montante. Pertence a Unidade de Gerenciamento de Recursos Hídricos (UGRI) do Alto Paranapanema (ALPA).                                                                          
Ele nasce no município de Apiaí na localização geográfica, latitude 24º21'46" sul e longitude 48º38'57" oeste, bem próximo da rodovia estadual SP-250, menos de um quilômetro .

## Percurso
Da nascente segue em direção nordeste (30º) do estado de São Paulo, e depois segue sempre mais ou menos paralelo a rodovia SP-250 cruzando a cidade de Guapiara. 

## Afluentes
- Margem sul:
  - Não consta

- Margem norte:
  - Não consta

## Final
Bem próximo a rodovia SP-258 muda o seu nome para Rio Apiaí-Mirim.

### Referência
- Mapa Rodoviário do Estado de São Paulo - (2004) - DER